# Rhytidochrota boliviana
Rhytidochrota boliviana är en insektsart som beskrevs av Bruner, L. 1920. Rhytidochrota boliviana ingår i släktet Rhytidochrota och familjen gräshoppor. Inga underarter finns listade i Catalogue of Life.